# 長尾景誠
長尾 景誠（ながお かげのぶ）は、戦国時代の武将。山内上杉家の家臣。白井長尾氏7代当主。上野国白井城主。

## 略歴
永正4年（1507年）、長尾景英の嫡男として誕生。母は通説では長野業正の姉とされるが、異説では長尾景人の娘が母で長野業正の姉は正室の誤りとする。また、長野業正の長男・吉業は景誠の娘を妻にしたとする。
父の病死する直前の大永4年（1524年）頃に家督を継ぎ、白井城主となる。総社長尾氏の長尾顕景や越後国守護代・長尾為景と軍事面で盟友関係を結び、山内上杉家に反抗する。その後、山内上杉家方の上野長野氏に攻められると、同氏と婚姻を結んでその支援を受けるようになった。
大永8年（1528年）、家臣によって討たれた。当時、山内上杉家は上杉憲寛と憲政の家督争いの中にあり、景誠の死もこの争いに関わっているとみられている。業正の斡旋によって、跡を総社長尾家出身の憲景が継いだ。